# Otto Cordes

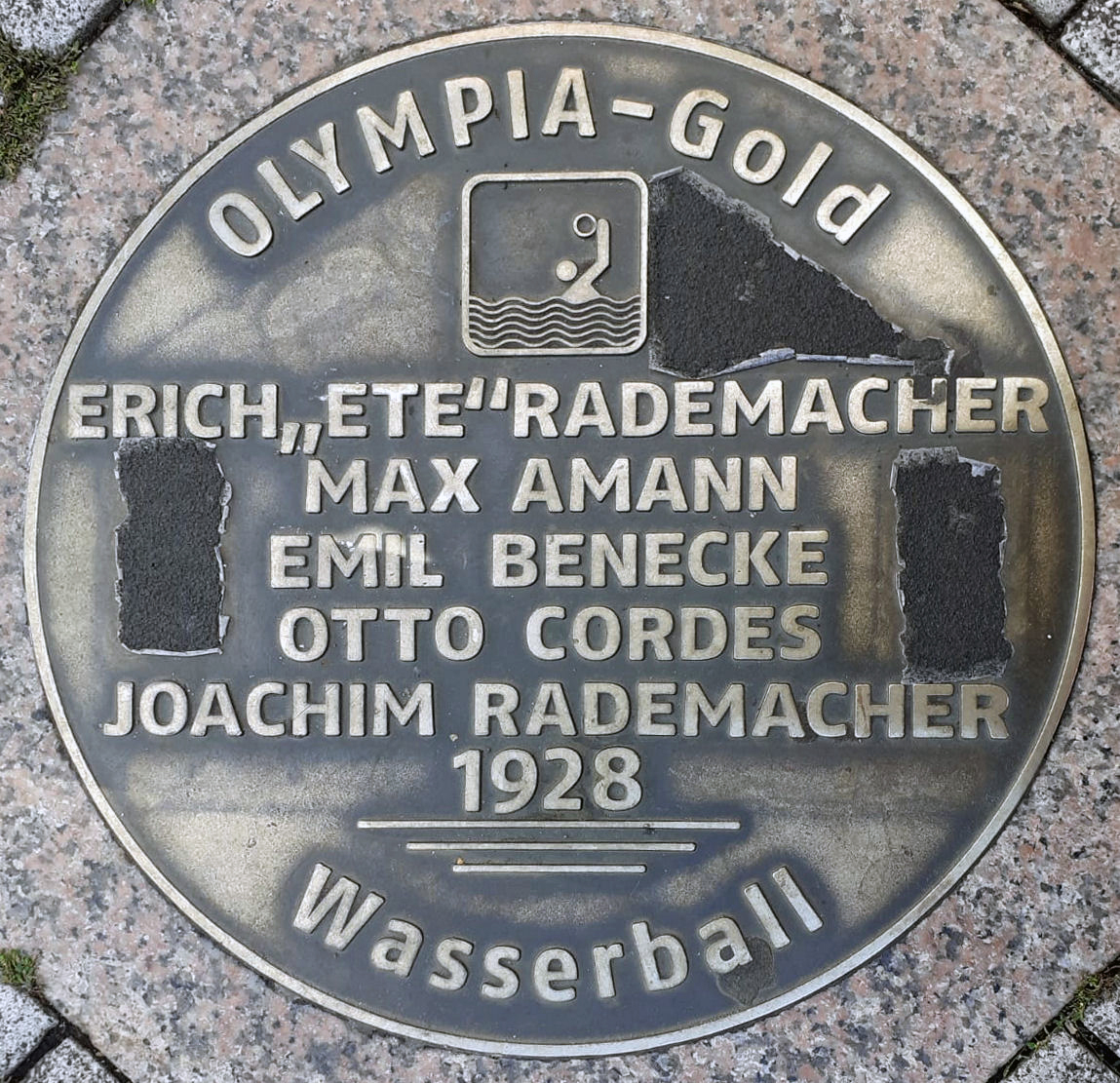
Sports Walk of Fame in Magdeburg

Otto Cordes (* 31. August 1905 in Magdeburg; † 24. Dezember 1970 in São Paulo) war ein deutscher Schwimmer und Wasserballspieler.
Cordes studierte an der TH Darmstadt und war seit Wintersemester 1923/24 Mitglied der Burschenschaft Markomannia Darmstadt (seit 1954 Burschenschaft Rheno-Markomannia Darmstadt). Er beendete das Studium als Diplom-Ingenieur.
Bei den Olympischen Spielen 1928 in Amsterdam wurde er mit der deutschen Wasserballmannschaft Olympiasieger, vier Jahre später gewann er bei den Spielen in Los Angeles nochmals die Silbermedaille im Wasserball. Die Basis der deutschen Wasserball-Nationalmannschaft stellte damals sein Heimatverein SC Hellas Magdeburg.
1939 zog er nach einer Versetzung durch seinen Arbeitgeber nach Brasilien, wo er nach Ausbruch des Zweiten Weltkriegs auch erstmal blieb. Sein Sohn Burkhard Cordes nahm unter brasilianischer Flagge an zwei olympischen Segelregatten teil und gewann dabei 1968 eine Bronzemedaille.